# Edd the Duck!
Edd the Duck! is een computerspel dat werd ontwikkeld en uitgegeven door Zeppelin Games Limited. Het spel kwam in 1990 uit voor de Commodore 64 en de ZX Spectrum. Een jaar later kwam ook releases voor andere homecomputers. Het spel is een platformspel waarbij de speler sterren moet halen en binnen een bepaalde tijd het einde moet halen.

## Platforms
| Jaar | Platform                     |
| ---- | ---------------------------- |
| 1990 | Commodore 64, ZX Spectrum    |
| 1991 | Amiga, Amstrad CPC, Atari ST |

## Ontvangst
| Beoordeeld door                | Platform     | Datum         | Score |
| ------------------------------ | ------------ | ------------- | ----- |
| ST Format                      | Atari ST     | februari 1991 | 73%   |
| Computer and Video Games (CVG) | Commodore 64 | februari 1991 | 42%   |
| Commodore Force                | Commodore 64 | oktober 1993  | 42%   |
| Computer and Video Games (CVG) | Amiga        | februari 1991 | 42%   |
| Computer and Video Games (CVG) | ZX Spectrum  | februari 1991 | 29%   |
| Amiga Action                   | Amiga        | juni 1992     | 26%   |
| Power Play                     | Amiga        | mei 1991      | 22%   |